# Чизер, Корнел

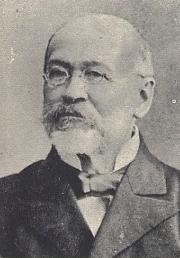

Корнел Чизер (венг. Chyzer Kornél; 4 января 1836, Бартфа (ныне Бардеёв, Словакия) — 21 сентября 1909, Будапешт) — венгерский зоолог и медик.
Окончил гимназию в Кошице, затем медицинский факультет Пештского университета, в 1857 году получил звание доктора медицины. Затем некоторое время изучал зоологию в Венском университете. В 1860 году заведовал естественнонаучной коллекцией Венгерского национального музея, затем в 1861—1869 гг. работал в Бардеёве как специалист по местным бальнеологическим ресурсам. В 1872 году принял активное участие в борьбе с развернувшейся в Австро-Венгрии эпидемией холеры. В дальнейшем занимал ряд постов в имперском министерстве здравоохранения. Среди важнейших научных результатов Чизера — труд о пауках Венгрии (1892). Выступил публикатором посмертных работ Шаламона Яноша Петеньи. Член Венгерской академии наук (1861).